# Anderson Luís de Abreu Oliveira
Anderson Luís de Abreu Oliveira (født 13. april 1988 i Porto Alegre), bedre kendt som Anderson, er en tidligere brasiliansk fodboldspiller. Hans normale position er offensiv midtbanespiller, men han kan også spille venstre wing.

## Karriere

### Grêmio
Anderson tiltrådte klubben Grêmio som ungdomsspiller, og i 2005 havde han sin første optræden for holdet. Han spillede fem Serie B kampe i anden halvdel af året samt i 2005 Rio Grande do Sul statsmesterskabet i det første halve år. Han fik heltestatus ved at score målet, som løftede Grêmio tilbage i Serie A i en slutspilskamp mod Náutico. Dette mål var særlig mindeværdigt fordi Grêmio kun havde syv spillere på banen på det tidspunkt, og fordi de netop havde set modstanderne redde et straffespark. Målet gav Gremio en 1-0-sejr under de mest usandsynlige omstændigheder.

### FC Porto
Anderson kom til Porto i december 2005 efter kun fem førsteholdsoptrædener på nationalt plan med Grêmio. Han fik sin ligadebut den 5. marts 2006 og spillede en stor rolle i at hjælpe holdet med at sikre sig det portugisiske mesterskab den sæson. Den efterfølgende sæson fik han sin Champions League-debut i Portos gruppespilkamp mod CSKA Moskva. Anderson var dog tvunget til at gå glip af fem måneder i 2006–07-sæsonen på grund af et brækket ben.

### Manchester United F.C.
Den 30. maj 2007 bekræftede Manchester United på deres hjemmeside, at klubben havde aftalt en kontrakt med Anderson fra Porto for et ikke offentliggjort beløb, der dog rapporteredes til at være i omegnen af £18 millioner + £5. Den 29. juni 2007 blev han tildelt en arbejdstilladelse til at spille i Storbritannien, og handlen blev afsluttet den 2. juli med Andersons underskrift på en femårig kontrakt, hvorefter han blev Uniteds anden brasilianske spiller efter skuffende Kléberson.
Anderson blev venner med sine Portugisisk-sprogede holdkammerater Cristiano Ronaldo og Nani allerede inden han kom til klubben. Han fik trøje nummer 8, som tidligere var blevet båret af Wayne Rooney, og han fik sin debut for Manchester United den 3. august 2007, hvor han spillede 45 minutter i en venskabskamp mod Doncaster Rovers, som United vandt 2-0.
Anderson fik sin ligadebut for Manchester United mod Sunderland den 1. September 2007, men han blev skiftet ud i pausen og erstattet af Louis Saha. Anderson fik sin første Champions League kamp for United mod Sporting CP den 19. september 2007, hvor han kom ind i stedet for Ryan Giggs i det 76. minut. Han spillede alle 90 minutter i ligacup-kampen mod Coventry City den 26. september 2007, på et hold som udelukkende bestod af ungdoms- og reserveholdsspillere.
I Champions League 2007–08 finalen i Moskva, Rusland blev Anderson sendt på banen i det sidste minut af den ekstra spilletid, hvor han erstattede Wes Brown, og han scorede Uniteds sjette forsøg i straffesparkkonkurrencen. Dette øjeblik omtalte træner Alex Ferguson som et afgørende øjeblik for Uniteds momentum.
Anderson scorede sit første mål for Manchester United på et direkte frispark i venskabsturneringen Audi Cup i München mod argentinske Boca Juniors den 29. juli 2009.

### ACF Fiorentina
Efter Anderson fik rigtig lidt spilledetid hos United, valgte træner David Moyes at udleje brasilianeren til italienske ACF Fiorentina. Dette blev offentliggjort den 18. januar 2014.

## International karriere
I april 2005 spillede han for Brasilien i det sydamerikanske U-17-mesterskab, og efterfølgende vandt han til U-17 VM Adidas Golden Ball (prisen for turneringens bedste spiller) hvor han blandt andet spillede på hold med Marcelo fra Real Madrid og Denílson fra Arsenal.
Anderson fik sin seniordebut for Brasilien den 27. juni 2007 i deres 2-0 nederlag mod Mexico i Copa América, hvor han kom ind som indskifter. Han fik sin første start for Brasilien den 1. juli 2007 mod Chile i en 3-0 sejr.
I juli 2008 udtog Brasiliens træner Dunga Anderson til 18-mandstruppen til OL 2008. Han scorede Brasiliens første mål i deres anden gruppespilskamp mod New Zealand, en kamp som de vandt 5-0. Den 22. august 2008 vandt Brasilien bronzemedaljen, da de besejrede Belgien med 3-0.

## Karrierestatistikker
| Klub              | Sæson          | Liga | Liga | Cup | Cup | Liga Cup | Liga Cup | Kontinental | Kontinental | Andre | Andre | I alt | I alt |
| Klub              | Sæson          | Kmp  | Mål  | Kmp | Mål | Kmp      | Mål      | Kmp         | Mål         | Kmp   | Mål   | Kmp   | Mål   |
| ----------------- | -------------- | ---- | ---- | --- | --- | -------- | -------- | ----------- | ----------- | ----- | ----- | ----- | ----- |
| Grêmio            | 2004           | 6    | 1    | 0   | 0   | -        | -        | 0           | 0           | 0     | 0     | 6     | 1     |
| Grêmio            | 2005           | 0    | 0    | 0   | 0   | -        | -        | 0           | 0           | 0     | 0     | 0     | 0     |
| Grêmio            | I alt          | 6    | 1    | 0   | 0   | -        | -        | 0           | 0           | 0     | 0     | 6     | 1     |
| Porto             | 2005–06        | 3    | 0    | 0   | 0   | 0        | 0        | 0           | 0           | 0     | 0     | 3     | 0     |
| Porto             | 2006–07        | 15   | 2    | 0   | 0   | 0        | 0        | 3           | 0           | 0     | 0     | 18    | 2     |
| Porto             | I alt          | 18   | 2    | 0   | 0   | 0        | 0        | 3           | 0           | 0     | 0     | 21    | 2     |
| Manchester United | 2007–08        | 24   | 0    | 4   | 0   | 1        | 0        | 9           | 0           | 0     | 0     | 38    | 0     |
| Manchester United | 2008–09        | 17   | 0    | 3   | 0   | 6        | 0        | 9           | 0           | 3     | 0     | 38    | 0     |
| Manchester United | 2009–10        | 0    | 0    | 0   | 0   | 0        | 0        | 0           | 0           | 0     | 0     | 0     | 0     |
| Manchester United | I alt          | 41   | 0    | 7   | 0   | 7        | 0        | 18          | 0           | 3     | 0     | 76    | 0     |
| Karriere i alt    | Karriere i alt | 78   | 8    | 12  | 1   | 7        | 0        | 21          | 0           | 11    | 3     | 131   | 12    |

Statistikkerne er korrekte indtil kampe der er spillet før den 27. maj 2009

## Titler

### Klubber

#### Grêmio
- Brasiliansk Serie B:
  - Vinder (1): 2005

#### Porto
- Portugisiske liga:
  - Vinder (2): 2005-06, 2006-07
- Portugisiske cup:
  - Vinder (1): 2005-06
- Portugisiske supercup:
  - Vinder (1): 2005-06

#### Manchester United
- Premier League:
  - Vinder (1): 2007-08
- UEFA Champions League
  - Vinder (1): 2007-08
  - Runner-up (1): 2008-09

- UEFA Super Cup
  - Runner-up (1): 2008

### International
- Copa América:
  - Vinder (1): 2007
- U-17 VM: Bedste spiller i turneringen
- Sommer-OL:
  - Bronze (1): 2008